# Idea Prokom Open 2003
Die Idea Prokom Open 2003 waren der Name eines Tennisturniers der WTA Tour 2003 für Damen sowie eines Tennisturniers der ATP Tour 2003 für Herren, welche zeitgleich vom 28. Juli bis 3. August 2003 in Sopot stattfanden.